# Maurandella antirrhiniflora
Maurandya antirrhiniflora là một loài thực vật có hoa trong họ Mã đề. Loài này được Carl Ludwig Willdenow mô tả khoa học đầu tiên năm 1806 dưới danh pháp Maurandya antirrhiniflora, dựa theo mô tả trước đó của Alexander von Humboldt và Aimé Jacques Alexandre Bonpland. Năm 1943 Werner Hugo Paul Rothmaler chuyển nó sang chi Maurandella.
Tuy nhiên, hiện tại The Plant List công nhận Maurandya antirrhiniflora là danh pháp chính thức, trong khi Plants of the World Online thì công nhận Maurandella antirrhiniflora là danh pháp chính thức. Có khác biệt này là do việc chấp nhận chi Maurandya theo nghĩa rộng (gộp cả Maurandella và Epixiphium) hay không.

## Phân bố
Loài này là bản địa Hoa Kỳ (Arizona, California, Nevada, New Mexico, Texas), Cuba, Mexico, quần đảo Turks và Caicos, nhưng hiện nay đã du nhập vào đông bắc và tây bắc Argentina, Bahamas, Bermuda, Ecuador, Haiti, Jamaica, quần đảo Leeward và quần đảo Windward.

## Hình ảnh

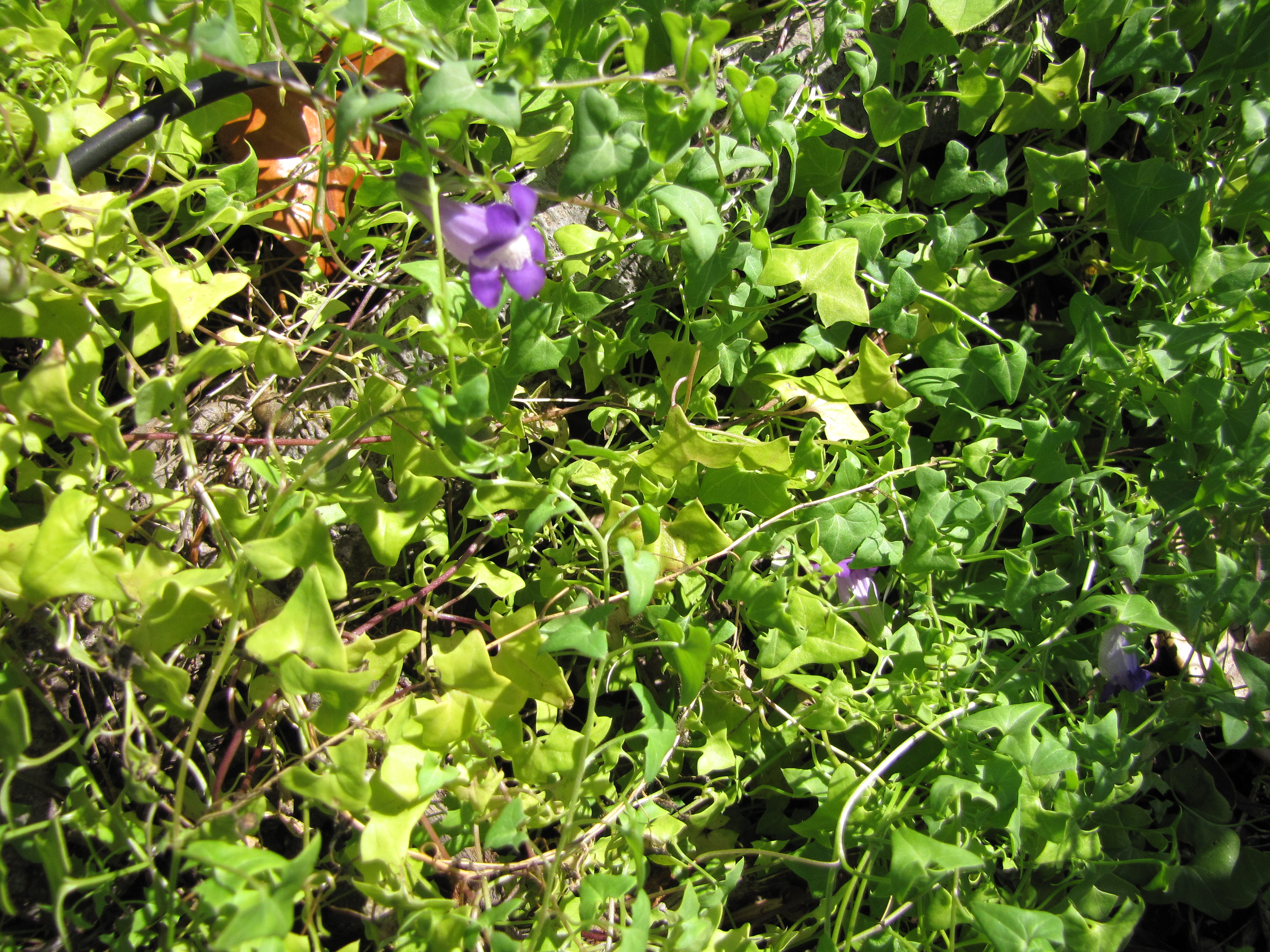
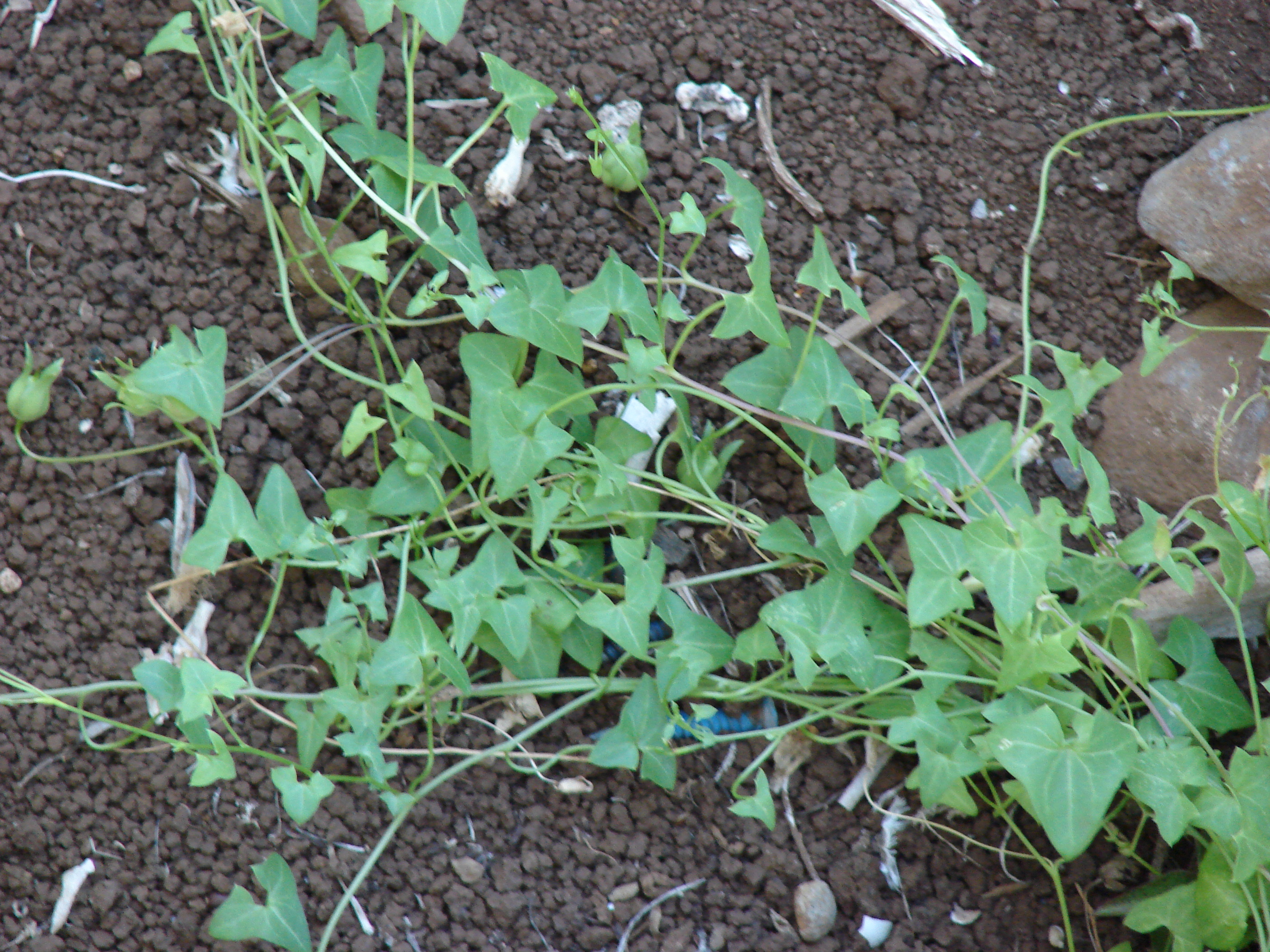